# Дубинский, Сергей Антонович
Серге́й Анто́нович Дуби́нский (бел. Сярге́й Антона́віч Дубі́нскі; 13 октября 1884 — 27 августа 1937) — белорусский археолог и историк.

## Биография
Родился 13 (25) октября 1884 года в деревне Наройки Бельского уезда Гродненской губернии (ныне Подлясское воеводство Польши). В 1914 году окончил Петербургский университет. Работал учителем.
С 1925 года член историко-археологической комиссии, с 1928 года научный сотрудник Института белорусской культуры, с 1929 года работал в институте истории АН БССР.
Летом 1930 года был арестован ГПУ БССР по сфабрикованному делу «Союза освобождения Беларуси», но в скором времени был освобождён.
С 1933 года работал научным сотрудником истории материальной культуры в Ленинграде. Исследовал памятники железного века и средневековья. Подготовил и издал первую «Библиографию по археологии Белоруссии и соседних стран» (Минск, 1933).
В 1937 году арестован и 27 августа расстрелян по обвинению в работе на польскую разведку. Реабилитирован в 1958 году.

## Значение и память
Вместе с Александром Лявданским и Александром Коваленей является основоположником белорусской археологической науки.
В память о незаконно репрессированных белорусских археологах в урочище Куропаты установлен памятный деревянный крест.